# Karnıyarık

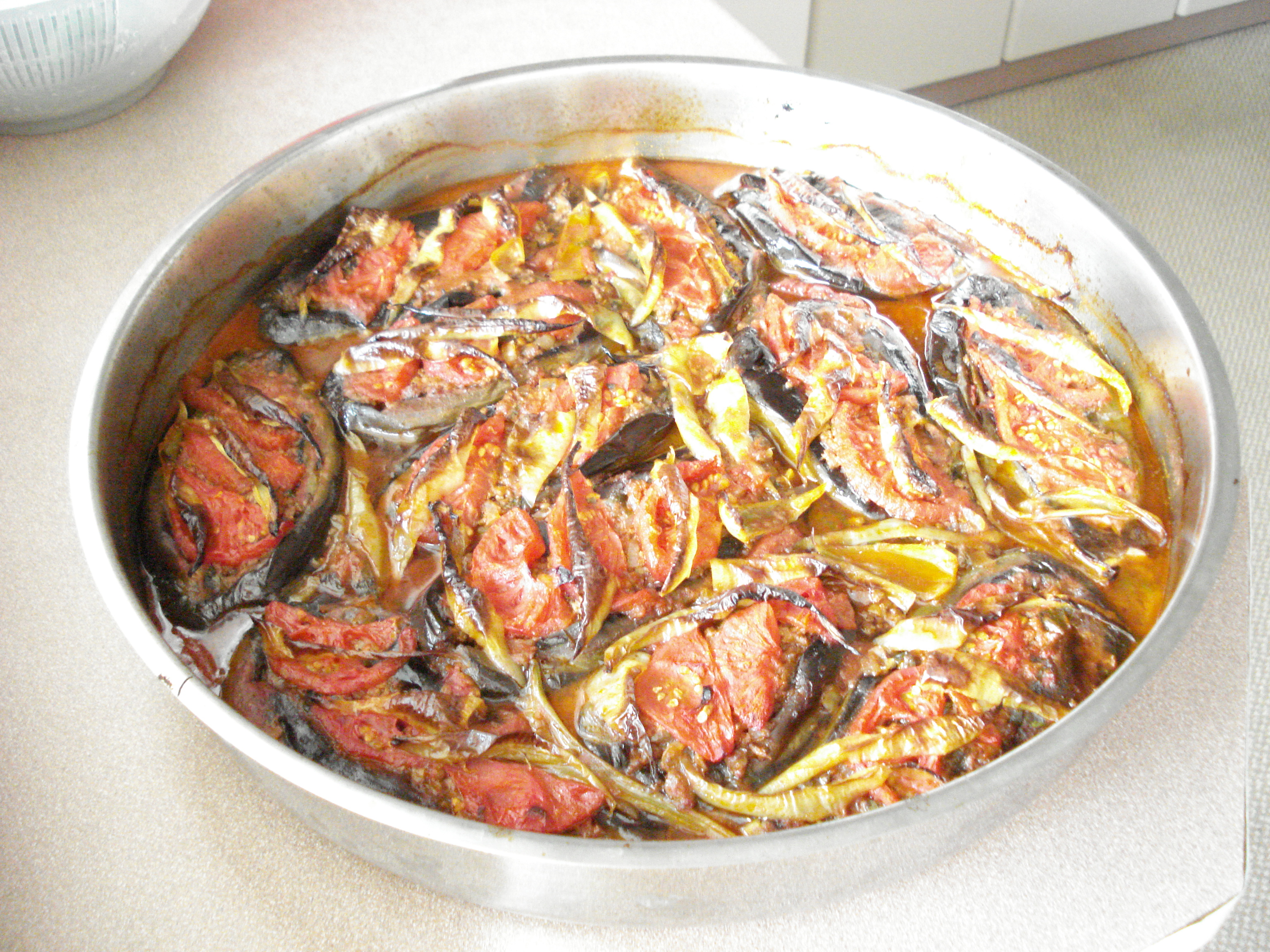
Karnıyarık.

Karnıyarık (literalmente "barriga partida" en turco) es uno de los platos más notables de la cocina turca. El ingrediente principal es berenjena rellena con cebollas picadas, ajo, tomates y carne picada. El Karnıyarık se cocina por regla general al horno y se sirve caliente. El Karnıyarık se elabora en casi todas las regiones de Turquía, especialmente en los meses de verano. Se suele servir tanto durante en el almuerzo como la cena como plato principal. Casi siempre el pilav de arroz es el plato que le acompaña. 

## Variantes
Otra variante de este plato es el imam bayıldı que no incluye carne picada en su interior y que se sirve frío.